# Église réformée d'Effretikon
 (janvier 2022).
Si vous disposez d'ouvrages ou d'articles de référence ou si vous connaissez des sites web de qualité traitant du thème abordé ici, merci de compléter l'article en donnant les références utiles à sa vérifiabilité et en les liant à la section « Notes et références ».
L'église réformée d'Effretikon (en allemand : Reformierte Kirche Effretikon) est une église moderne d'après-guerre située dans la municipalité d'Illnau-Effretikon, dans le canton de Zurich, en Suisse.
L'église a été construite de 1959 à 1961 selon les plans de l'architecte suisse Ernst Gisel (de) dans un style progressif et abstrait se rapprochant du brutalisme. Une extension a été construite en 1994-1995.

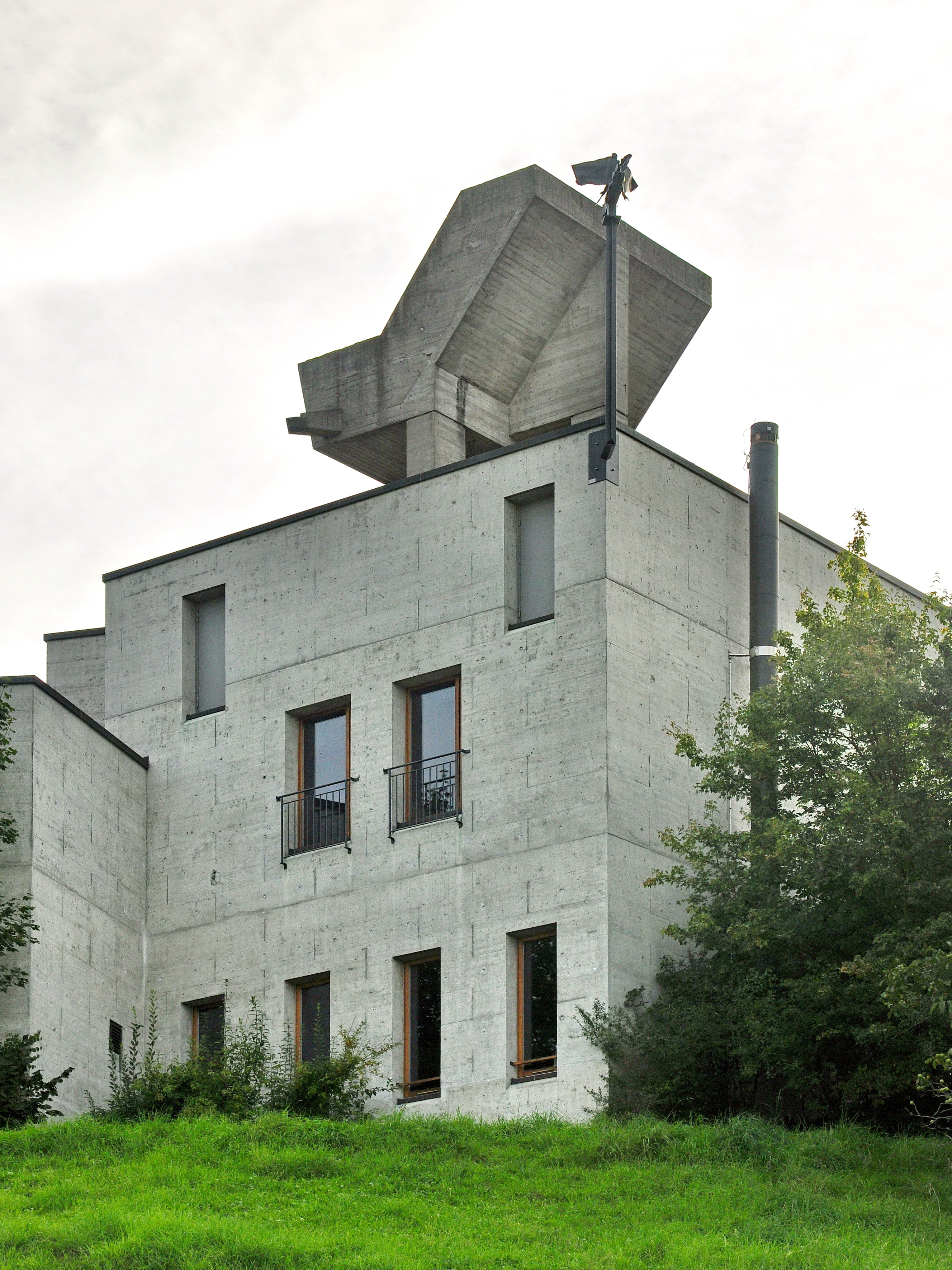
Extension de 1995.
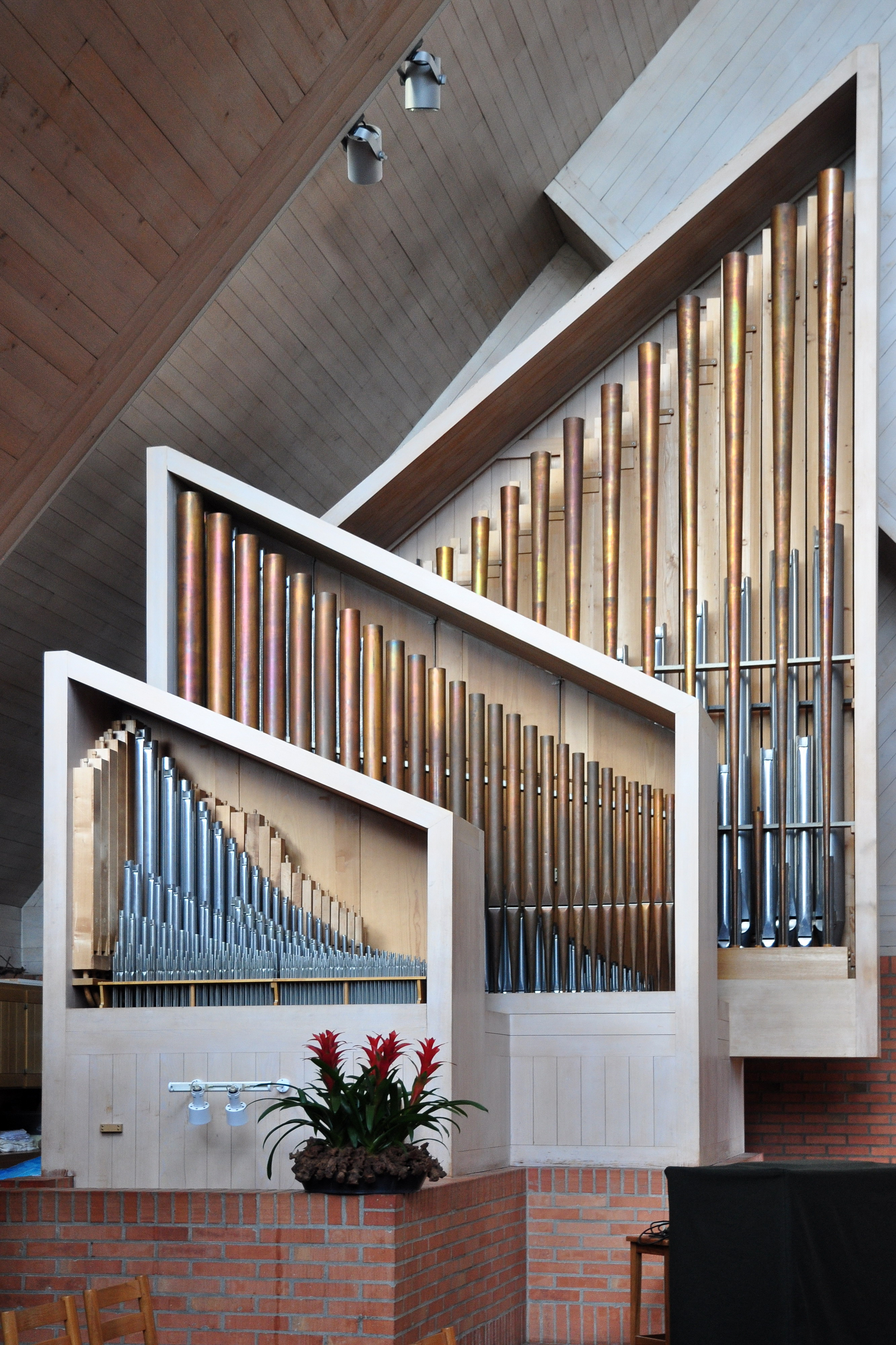
Buffet d'orgue.
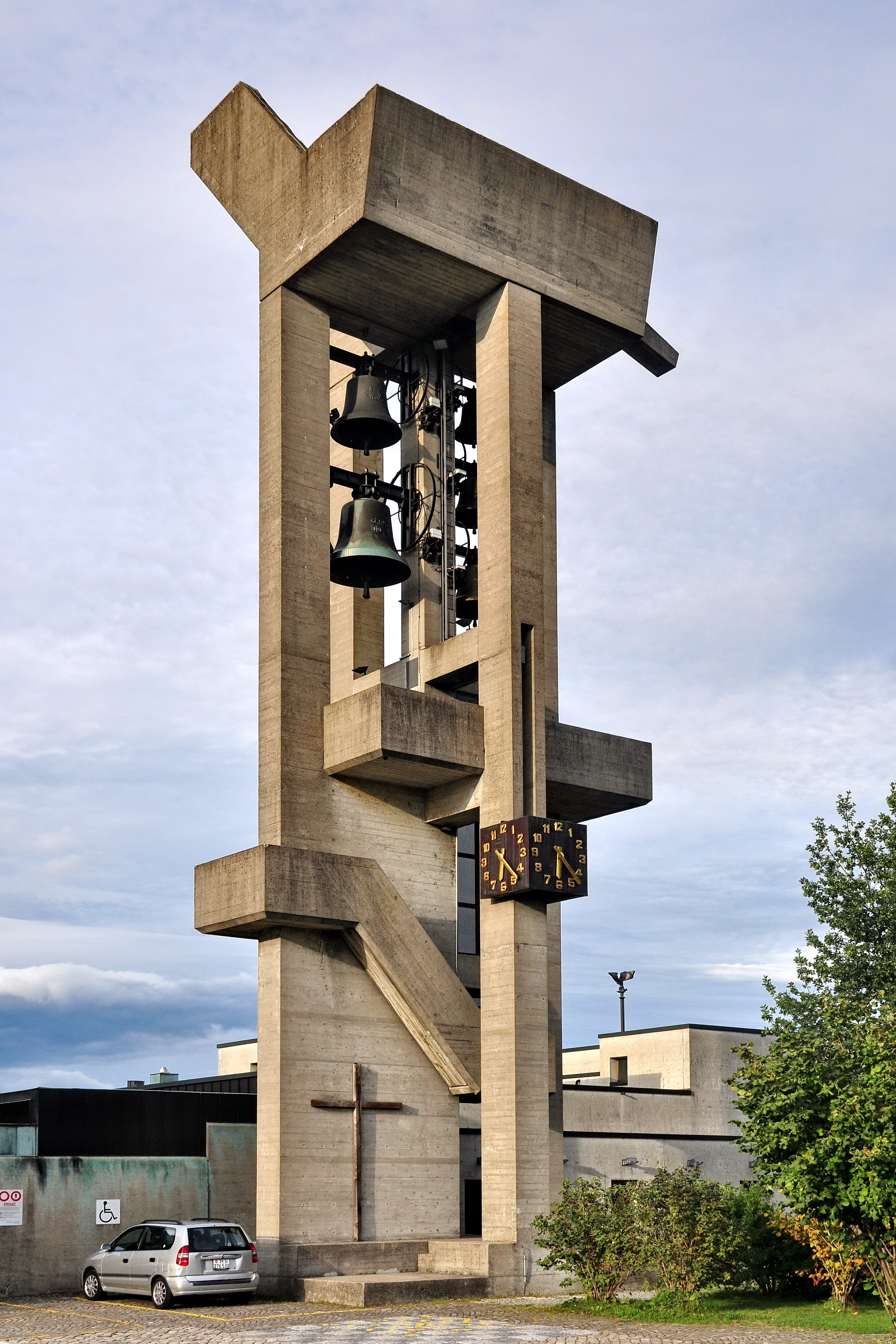
Clocher.
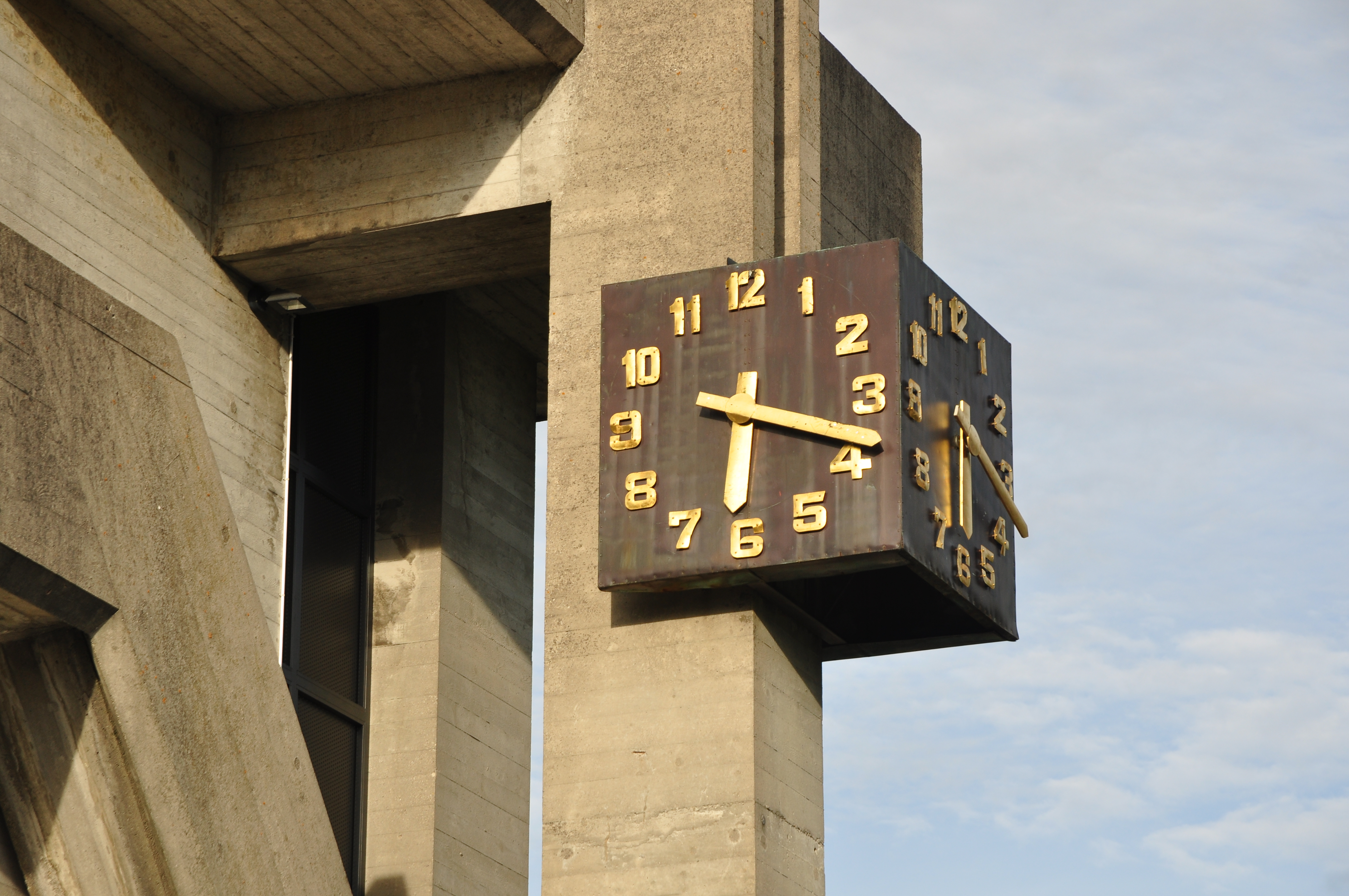
Horloge.